# HD 42443
HD 42443，又名BD-22 1330，SAO 171317、HR 2186，是一颗恒星，视星等为5.71，位于銀經229.43，銀緯-18.95，其B1900.0坐标为赤經6h 5m 36s，赤緯-22° -18.95′ 26″。